# 本願寺 (京都市山科区)
本願寺（ほんがんじ）は、京都市伏見区下鳥羽北三町89にある、浄土真宗大谷本願寺派の本山である。しかし報恩講や盂蘭盆会、彼岸会といった各種行事・法要等は京都市山科区上花山旭山町8-1にある一般財団法人 本願寺文化興隆財団が経営する東山浄苑で行われており、こちらが事実上の本山となっている。通称：東本願寺。

## 概要
2016年現在の法主は、本願寺第25代大谷暢順（經如）である。本願寺第25代法主とは、親鸞聖人から25代目の血縁継承者ということ。本願寺文化興隆財団理事長でもある。
1987年（昭和62年）に宗教法人真宗大谷派の包括下にあった「宗教法人 本願寺」が宗教法人法に基づいて解散の登記を行い、「宗教法人 真宗大谷派」に吸収合併される。
大谷暢順・大谷光輪父子らにより、1996年（平成8年）に京都市伏見区下鳥羽において、新たに「宗教法人 本願寺」を登記・認可される。そのため、真宗大谷派に包括されていた「宗教法人 本願寺」とは別の宗教法人である。
新たに認可された「宗教法人 本願寺」の報恩講などの一切の法要等は、伏見区下鳥羽にある本願寺では行わず、東本願寺東山浄苑にて執り行われている。

## 教育
- 眞無量院 宗学堂 京都
  - 眞無量院 宗学堂 東京
  - 眞無量院 宗学堂 福岡

## 別院
- 本願寺 眞無量院 （京都市下京区木津屋橋通新町東入ル東塩小路町690-6）

## 歴代法主
1. 親鸞 (1173 - 1262) 宗祖
2. 如信 (1235 - 1300)
3. 覚如 (1270 - 1351)
4. 善如 (1333 - 1389)
5. 綽如 (1350 - 1393)
6. 巧如 (1376 - 1440)
7. 存如 (1396 - 1457)
8. 蓮如 (1415 - 1499) 中興の祖
9. 実如 (1458 - 1525)
10. 証如 (1516 - 1554)
11. 顕如 (1543 - 1592)
12. 教如 (1558 - 1614) （通称：東本願寺）本願寺東西分立
13. 宣如 (1604 - 1658)
14. 琢如 (1625 - 1671〈1664譲〉)
15. 常如 (1641 - 1694〈1679譲〉)
16. 一如 (1649 - 1700)
17. 真如 (1682 - 1744)
18. 従如 (1720 - 1760)
19. 乗如 (1744 - 1792)
20. 達如 (1780 - 1865〈1846譲〉)
21. 厳如 (1817 - 1894〈1889譲〉)
22. 現如 (1852 - 1923〈1908譲〉)
23. 彰如 (1975 - 1943〈1925譲〉)
24. 闡如 (1903 - 1993)
25. 經如 (1974 - ) 現法主　本願寺（伏見区下鳥羽）・寺基　東山浄苑（山科区上花山）　東本願寺系４派に分派